# Tornedaliani

Bandiera dei Tornedaliani

I tornedaliani sono popolazioni finlandesi che, in un periodo storico non certamente determinabile, migrarono verso il nord della Svezia, in particolare nella valle di Tornedalen e nelle aree circostanti.
La migrazione dei tornedaliani avvenne dai territori sud-occidentali della Finlandia, principalmente da Häme e Carelia in un'epoca databile attorno al XIV secolo.
La minoranza dei tornedaliani è stata ufficialmente riconosciuta dal governo svedese nel 1999, riconoscendo il meänkieli, il dialetto parlato dalla minoranza tornedaliana, come minoranza linguistica della Svezia.